# Joseph Hebert
Joseph Hebert (* 1982) ist ein professioneller US-amerikanischer Pokerspieler. Er gewann 2020 das Domestic Main Event der World Series of Poker.

## Persönliches
Hebert arbeitet als Kellner in einem Restaurant in seiner Heimatstadt Metairie im US-Bundesstaat Louisiana. Er ist verlobt und Vater eines Sohnes.

## Pokerkarriere
Seine erste Geldplatzierung bei einem Live-Turnier erzielte Hebert Ende März 2008 in Biloxi im US-Bundesstaat Mississippi. Im Januar 2010 gewann der Amerikaner bei der Southern Poker Championship in Biloxi sein erstes Live-Turnier und erhielt eine Siegprämie von knapp 30.000 US-Dollar. Beim Main Event des Circuits der World Series of Poker (WSOP) in New Orleans wurde er Mitte Mai 2013 Zweiter und erhielt über 140.000 US-Dollar. Ende Juni 2014 war Hebert erstmals bei der WSOP-Hauptturnierserie im Rio All-Suite Hotel and Casino am Las Vegas Strip erfolgreich und kam bei einem Turnier der Variante No Limit Hold’em in die Geldränge. Bei der WSOP 2016 belegte er im Main Event den mit mehr als 20.000 US-Dollar dotierten 595. Platz. Bei einem Turnier der DeepStack Championship Poker Series im Venetian Resort Hotel am Las Vegas Strip wurde Hebert im Juli 2018 Fünfter und erhielt knapp 50.000 US-Dollar. Im Januar 2020 gewann er innerhalb einer Woche drei Turniere des Million Dollar Heater in Biloxi, was ihm Preisgelder von knapp 100.000 US-Dollar einbrachte. Mitte Dezember 2020 spielte sich der Amerikaner auf der Onlinepoker-Plattform WSOP.com unter dem Nickname kolebear an den Finaltisch des Domestic Main Events der WSOP 2020, dessen Finaltisch am 28. Dezember 2020 live im Rio All-Suite Hotel and Casino ausgespielt wurde. Dort sicherte er sich den Sieg, erhielt den Hauptpreis von mehr als 1,5 Millionen US-Dollar und qualifizierte sich für das finale Heads-Up, in dem der Poker-Weltmeister 2020 ermittelt wurde. Das Duell mit Damian Salas am 3. Januar 2021 verlor er nach 173 gespielten Händen. Bei der WSOP 2023 beendete Hebert ein online ausgespieltes Event auf dem mit knapp 90.000 US-Dollar dotierten zweiten Platz.
Insgesamt hat sich Hebert mit Poker bei Live-Turnieren knapp eine Million US-Dollar erspielt.